# Јао Минг
Јао Минг (кин: 姚明; пин: Yao Ming; Шангај, 12. септембар 1980) бивши је кинески кошаркаш. Играо је за Хјустон рокетсе у NBA лиги. Са својих 2,29 м висине био је највиши активни кошаркаш у NBA лиги у време своје последње сезоне.
Јао је рођен у Шангају где је као тинејџер почео да игра кошарку за Шангај шарксе. У њиховом сениорском тиму одиграо је пет сезона, а у последњој сезони освојио првенство у кинеској ЦБА лиги. Након што је од Шаркса добио дозволу да напусти клуб драфтован је од стане Хјустон рокетса као први пик на драфту 2002. године. Јао је осам пута изабран да наступа као стартер за тим Западне конференција на Ол-стар утакмицама, а пет пута је биран у најбољи тим NBA лиге. Са Рокетсима је четири пута стизао до доигравања, а 2009. године Рокетси су прошли прво коло доигравања, што је био велики успех с обзиром да им то није пошло за руком још од 1997. године. Јао је пропустио укупно 250 утакмица у последњих шест година своје каријере због повреда стопала и чланка.
Он је један од најпознатијих кинеских спортиста који има уговор са више познатих компанија. Његова прва сезона у NBA лиги била је инспирација за документарни филм који носи име „Јаова година“, а заједно са NBA аналитичарем Риком Бучером написао је аутобиографију „Јао: Живот у два света“.

## Каријера у Кини

### Младост и каријера у ЦБА лиги
Минг је рођен 12. септембра 1980. у Шангају као син јединац у правој кошаркашкој породици. И његов отац Џијуен и мајка Фанг Фенгди професионално су се бавили кошарком, па је Минг од родитеља наследио љубав према том спорту. Кошарку је почео да тренира са 9 година након што се уписао у дечју спортску школу. Следеће године измерена му је висина од 165 cm, па је био испитан од стране спортских лекара који су му предвидели висину од 220 cm.
Јао се први пут опробао у јуниорском тиму Шангај шаркса и тренирао је 10 сати дневно док није постао члан тима. Након четири сезоне у јуниорском тиму прикључен је првом тиму Шаркса, где је у својој првој сезони бележио у просеку 10 поена и 8 скокова по утакмици. Следеће године је испао из тима након што је други пут у каријери поломио стопало, што му је како он каже смањило вертикални одраз са 15 на 10 cm. Треће и четврте сезоне шаркси су стигли до финала, али су оба пута поражени од Баи рокетса. Када је Ванг Џиџи следеће године напустио Баи рокетсе и постао први играч из Кине који је наступао у NBA лиги, Шаркси су освојили своју прву титулу у ЦБА лиги. Током доигравања у својој последњој сезони Јао је бележио 38,9 поена и 20,2 скока по утакмици уз шут из игре од 76,6%, док је у финалној утакмици шутирао без промашаја погодивши 21 пут из игре.

### NBA драфт
Јао је био под притиском генералног менаџера Шаркса Лија Јао Минга да се пријави на драфт 1999. године. Ли је такође утицао на Јаоа да потпише уговор са Evergreen Sports Inc. да га заступају у својству агента. Према договору агенција је требало да добије 33% његових прихода, али уговор је касније проглашен неважећим.
Када је Јао одлучио да учествује на драфту 2002. године формиран је тим стручњака и саветника познат под именом „Тим Јао“. Тим су чинили Јаов преговарач Ерик Жанг; NBA агент Бил Дафи; његов кинески агент, Лу Хао; професор економије на Чикашком универзитету Џон Хуизинга; и потпредседник маркетинга менаџерске агенције BDA Sports Management, Бил Сандерс. Јаоу је предвиђано да ће бити први пик на драфту. Међутим, неки тимови су били забринути да Јао уопште неће заиграти у NBA лиги, јер нису били сигурни да ће га Кошаркашки савез Кине пустити да игра у САД.
Убрзо након што је Ванг Џиџи одбио да се врати у Кину да игра за репрезентацију, забрањено му је да игра у Кини, а КСК затражио је да се Јао врати у Кину да наступа за репрезентацију своје земље. Такође изјавили су да га неће пустити у САД ако га Хјустон рокетси не одаберу као првог пика. Након што је „Тим Јао“ уверио савез да ће Рокетси изабрати Јаоа као првог пика, савез је дао дозволу да игра у САД. Када су га Рокетси изабрали као првог пика постао је први страни играч који је то постигао, а да претходно није играо кошарку на колеџу.

## NBA каријера

### Почетак NBA каријере (2002—2005)
Јао није учествовао у припремном кампу Хјустон рокетса, пошто је играо за репрезентацију своје земље на Светском првенству у Индијанполису. Пре почетка сезоне неколико спортских коментатора, укључујући Била Симонса и Дика Витала изјавило је да Јао неће успети у NBA лиги, док је Чарлс Баркли изјавио да ће пољубити Кенија Смита у задњицу, ако Јао постигне више од 19 поена на некој утакмици у својој првој сезони. Јао је своју прву утакмици против Индијане завршио без постигнутог поена и са само две ухваћене лопте, а прве поене постигао је у мечу са Денвер Нагетсима. На првих седам мечева просечно је бележио 4 поена за 14 минута проведених на паркету, али је 17. новембра постигао 20 поена уз стопроцентан учинак из игре 9 од 9 и са линије за слободна бацања 2 од 2, на мечу против Лејкерса. Баркли је испунио опкладу, али је уместо задњице Кенија Смита пољубио задњицу магарца кога је сам Смит купио.
На првој утакмици у Мајамију навијачима Хитса подељено је 8 хиљада колачића среће. Међутим Јао није био љут због оваквог начина промоције, пошто није био упознат са америчким стереотипом о Кинезима. Он је још 2000. године изјавио да никад није видео колачић среће у Кини и да је то вероватно амерички изум.
Пре Јаове прве утакмице против Шакила О’Нила 17. јануара 2003. године О’Нил је изјавио „Реците Јау, Ching chong-yang-wah-ah-soh", што је прокоментарисано као расистички испад О’Нила. Међутим, О’Нил је изјавио да његов коментар није расистички, већ да је хтео само мало да се нашали. Јао је такође изјавио да верује да је О’Нил само хтео да се нашали, али је такође изјавио да би већина људи из Азије била увређена оваквим шалама. На почетку утакмице Јао је постигао 6 поена и изблокирао О’Нила два пута, а утакмицу је завршио закуцавањем 10 секунди пре краја продужетка. Завршио је утакмицу са 10 поена, 10 скокова и 6 блокада, док је О’Нил имао 31 поен и 13 скока.
Званичници NBA лиге делили су листиће за гласање за Ол-стар викенд 2003. године на три језика: енглеском, кинеском и шпанском. Јао је изабран у стартну петорку тима Западне конференције испред О’Нила који је те године трећи пут за редом изабран за најкориснијег играча финалне серије. Јао је имао скоро 250 хиљада гласова више од О’Нила и постао је први дебитант који изабран у стартну петорку на Ол-стар утакмици још од Гранта Хила коме је то пошло за руком 1995. године.
Јао је завршио своју прву сезону просечно бележећи 13,5 поена и 8,2 скока по утакмици, а у избору за најбољег рукија сезоне био је други иза првопласираног Стодемајера, али је изабран у први тим новајлија NBA лиге. У избору магазина Sporting News изабран је за најбољег новајлију. Такође освојио је Лауреусову награду за дебитанта године.
Пре Јаове друге сезоне, тренер рокетса Руди Томјанович поднео је оставку због здравствених проблема, а на његово место долази дугогодишњи тренер Никса Џеф Ван Ганди. Ван Ганди је одлучио да напад фокусира на Јаоа, што се одразило на број постигнутих поена и број скокова. У фебруару 2004. године на мечу против Хокса забележио је рекордних 7 асистенција и 41 поен. Другу годину за редом изабран је за стартера у тиму Западне конференције на Ол-стар утакмици 2004. године. Завршио је сезону просечно бележећи 17,5 поена и 9 скока по утакмици. Рокетси су стигли до доигравања први пут откако је Јао стигао у NBA, заузевши седмо место у Западној конференцији у регуларном делу сезоне. Међутим, у првом колу доигравања избацили су их Лејкерси након пет утакмица. Јао је у доигравању просечно бележио 15 поена и 7,4 скока по утакмици.
На лето 2004. године из Орланда је у рокетсе прешао Трејси Мекгрејди у размени у којој су учествовала седам играча, а у којој су рокетси у Орландо послали Стива Френсиса и Катина Моблија. Иако је Јао изјавио да му је жао што су Мобли и Френсис трејдовани, јер су му много помогли у прве две сезоне, такође је изјавио да је узбуђен, јер ће играти са Мекгрејдијем који може да уради невероватне ствари. Након ове размене рокетси су сматрани једним од фаворита за освајање титуле. И Мекгрејди и Минг изабрани су у стартну петорку тима Западне конференције на Ол-стар утакмици 2005. године, а Јао је оборио рекорд по броју добијених гласова, који је држао Мајкл Џордан са укупно 2.558.278 добијених гласова. Рокетси су победили 51 утакмицу и заузели пето место у Западној конференцији, а у првој рунди доигравања чекали су их Далас Маверикси. Хјустон је добио прве две утакмице у Даласу, а Јао је у другој утакмици са шутом из игре 13 од 14 постао играч са најбољим учинком из игре на једној утакмици доигравања у историји рокетса. Међутим, Рокетси су изгубили четири од следећих пет утакмица, а у седмом мечу поражени су са 40 поена разлике што је најтежи пораз који је један тим доживео у седмој утакмици доигравања у историји NBA лиге. Јао је у доигравању просечно бележио 21,4 поена и 7,7 скока по утакмици уз проценат шута од 65%.

### Сезоне праћене повредама (2005—2011)
Након што је у прве три године своје NBA каријере пропустио само 2 меча од 246 колико су Рокетси одиграли, у својој четвртој сезони био је дуже време на листи повређених играча након што му је установљена инфекција палца на левој нози, због чега је морао на операцију 18. децембра 2005. године. Иако је пропустио 21 меч док се није опоравио, Јао је поново имао највише гласова па је изабран у стартну петорку Западне конференције на Ол-стар утакмици 2006. године.
 На 25 утакмица након Ол-стар паузе, Јао је просечно бележио 25,7 поена и 11,6 скока по утакмици уз 53,7% шута из игре и 87,8% са линије за слободна бацања. На крају након 57 одиграних утакмица у просеку је постизао 22,3 поена и имао 10,2 ухваћене лопте по утакмици. Био је то први пут у његовој каријери да је завршио сезону са такозваним просеком 20/10. Међутим, Трејси Мекгрејди је одиграо само 47 утакмица због повреде леђа. Јао и Мекгрејди су заједно одиграли само 31 меч, а Рокетси нису успели да се пласирају у доигравање пошто су остварили победе на само 34 меча. Само четири меча пре краја сезоне 10. априла 2006. године на мечу са Јутом Јао је доживео још једну повреду. Он је поломио кост у левом стопалу, због чега је морао на шестомесечну паузу.
На почетку своје пете сезоне 23. децембра 2006. године Јао је доживео још једну повреду. Он је поломио колено десне ноге када је покушао да изблокира шут противничког играча. До тог тренутка он је у просеку бележио 26,8 поена, 9,7 скока и 2,3 блокаде по утакмици и био је сматран за једног од главних кандидата за најкориснијег играча лиге. Због повреде пропустио је Ол-стар утакмицу. На терен се вратио 4. марта 2007. године, након што је пропустио 32 меча.
Упркос Јаовом одсуству у регуларној сезони Рокетси су успели да стигну до доигравања, а у првој рунди имали су предност домаћег терена против Јуте џез. Рокетси су добили прва два меча, али су онда изгубили четири од следећих пет мечева и били елиминисани у седмом мечу на домаћем терену. Јао је на том мечу постигао 29 поена од којих 15 у последњој четвртини. Иако је у доигравању у просеку бележио 25,1 поена и 10,3 скока по утакмици Јао је на крају изјавио: „Нисам одрадио свој посао“. На крају сезоне изабран је у други тим NBA лиге, то је био први пут да је изабран у други тим, након што је претходно два пута биран у трећи тим NBA лиге.
Дана 18. маја 2007. године, само недељу дана након што су Рокетси елиминисани у доигравању тренер Џеф Ван Ганди добио је отказ. Три дана касније Хјустон на његово место доводи бившег тренера Сакраменто Кингса Рика Аделмана, који је за разлику од Ван Гандија више пажње придавао нападу него одбрани.
Дана 9. новембра 2007. године Јао се у мечу са Милвокијем први пут у својој каријери сусрео са својим сународником Ји Јианлианом. Утакмица коју су Рокетси добили резултатом 104:88 била је преношена на 19 телевизијских мрежа у Кини, а само у Кини овај меч је пратило преко 200 милиона људи, што га чини једним од најгледанијих мечева у историји NBA лиге. На Ол-стар утакмици 2008. године Јао је поново изабран у стартну петорку тима Западне конференције. Пре Ол-стар викенда Рокетси су забележили 8 узастопних победа, а након паузе продужили су низ на 12 узастопно добијених мечева. Дана 26. априла 2008. године речено је да ће Јао пропустити остатак сезоне због фрактуре његовог левог стопала. Пропустио је доигравање 2008. године, али је учествовао на Олимпијским играма које су одржане у Пекингу. Након његове повреде Рокетси су продужили свој низ победа на 22 узастопне победе, што је био други најдужи низ у историји NBA лиге. Јао је 3. марта отишао на операцију током које су му уграђени шрафови у стопало како би ојачали кост, а време опоравка процењено је на четири месеца. Јао је током ове сезоне на 55 утакмица бележио просечно 22 поена, 10,2 скока и 2 блокаде по утакмици.
Следеће сезоне Јао је одиграо 77 утакмица у регуларном делу сезоне, а био је ово први пут још од сезоне 2004/05 да је сезону завршио неповређен. Просечно је бележио 19,7 поена и 9,9 скока иако је имао низак проценат шута из игре само 54,8%, али је са линије за слободна бацања поставио рекорд каријере уз проценат успешности од 86,6%. Упркос Мекгрејдијевој повреди пред крај сезоне, Рокетси су сезону завршили са 53 победе и заузели пето место у Западној конференцији. У првој рунди доигравања састали су се са Портландом, а у првој утакмици у Портланду коју су Рокетси добили резултатом 108:81 Јао је постигао 24 поена уз шут из игре 9 од 9. Рокетси су добили све утакмице које су одигране у Хјустону, па су Рокетси прошли у другу рунду доигравања што им није пошло за руком још од 1997. године. Био је то први пут у Јаовој каријери да је прошао прву рунду доигравања.
Рокетси су се у другој рунди састали са Лејкерсима, а Јао је у првој утакмици коју су Рокетси добили у Лос Анђелесу резултатом 100:92 забележио 28 поена, од којих је 8 постигао у последње четири минута утакмице. Међутим, Рокетси су изгубили следеће две утакмице, а Јао је у трећој утакмици повредио чланак. Након детаљнијих прегледа установљено је да је Јао поново доживео фрактуру кости левог стопала, па је морао да паузира до краја доигравања. Након повреде која није захтевала хируршки захват, Јао је у интервјуу рекао да се ради о повреди која је лакша од оне коју је доживео претходне године. Међутим, након прегледа који су уследили, дошло се до закључка да ће ова повреда можда угрозити Јаову каријеру. Упркос Јаовом изостанку Рокетси су добили четвру утакмицу и изједначили резултат на 2-2. Рокетси су на крају елиминисани након седам утакмица.
У јулу 2009. године Јао је разговарао о повреди са лекарима, а Рокетси су поднели захтев NBA лиги у којој су тражили да пређу дозвољени лимит у буџету, што би им омогућило да потпишу уговор са слободним играчем у висини плате повређеног играча. Рокетсима је дозвољено да пређу лимит па су потписали уговор са Тревором Аризом вредан 5,7 милиона долара. Након недеља консултација одлучено је да ће Јао морати да иде на још једну операцију како би се залечила поломљена кост у његовом левом стопалу. Јао је пропустио целу сезону 2009/10.
За сезону 2010/11 Рокетси су изјавили да ће ограничити Јаову минутажу на 24 минута и да немају намеру да га убацују у игру на узастопним утакмицама. Њихов циљ је био да Јао остане здрав дуже време. Дана 16. децембра 2010. године објављено је да му је установљена фрактура чланка леве ноге која је била повезана са повредом коју је раније доживео и да ће због тога пропустити остатак сезоне. У јануару 2011. године иако је био повређен осми пут у девет сезона изабран је у стартну петорку тима Западне конференције на Ол-стар утакмици 2011. године. Иако повређени играчи који су изабрани да учествују на Ол-стар утакмици морају да присуствују догађају како би били представљени пре почетка утакмице, Јао није био у Лос Анђелесу, због процеса рехабилитације. Јаов уговор са Рокетсима истекао је на крају сезоне, па је он постао слободан играч.

### Повлачење
Дана 20. јула 2011. године на конференцији за новинаре у Шангају Јао је објавио да завршава професионалну каријеру. Као главне разлоге повлачења издвојио је учестале повреде чланка и стопала, а нарочито трећу узастопну фрактуру стопала леве ноге коју је доживео 2010. године. Његово повлачење изазвало је 1,2 милиона коментара на кинеској друштвеној мрежи Sina Weibo. Као реакцију на Јаово повлачење, комесар NBA лиге Дејвид Штерн изјавио је: „Јао је био мост између кинеских и америчких навијача“ и додао „Јао је имао невероватну мешавину талента, посвећености, увек је учествовао у хуманитарним акцијама и имао невероватан смисао за хумор“. Шакил О’Нил је рекао: „Јао је био веома агилан. Могао је да игра унутра, а и споља и да није било свих тих повреда сигурно би био сврстан у пет најбољих центара у историји NBA лиге.“
Јао је од стране кинеских новинара предложен за члана Кошаркашке куће славних као награду за допринос кошарци. Овај предлог требало је да буде размотрен на почетку 2012. године, али је Јао сматрао да је прерано да постане члан Куће славних па је затражио од њих одлагање одлуке о номиновању. Представници Куће славних изјавили су да ће Јао одлучити када ће се размотрити овај предлог.

## Репрезентативна каријера

### Олимпијске игре 2000. и 2004. године
Јао је први пут наступао за репрезентацију Кине на Кошаркашком турниру на олимпијским играма 2000. године које су одржане у Сиднеју и заједно са 210 cm високим Ванг Џиџијем и Менге Батиром сматран је „покретним Кинеским зидом". На церемонији отварања Олимпијских игара у Атини Јао је носио заставу своје земље, што је како је он сам рекао било остварење дуго сањаног сна. Онда је дао обећање да се неће бријати пола године ако репрезентација Кине не стигне до четвртфинала кошаркашког турнира. Након што је постигао 39 поена у победи над Новим Зеландом репрезентација Кине доживела је три убедљива пораза против Шпаније, Аргентине и Италије резултатима 58:83, 57:82 и 52:89. У последњој утакмици групе Кина је успела да савлада светског првака репрезентацију Србије и Црне Горе резултатом 67:66 и тако се пласира у четвртфинале. Јао је постигао 27 поена и имао 13 скока, а 28 секунди пре краја погодио је два бацања која су обезбедила победу његовом тиму. На турниру просечно је бележио 20,7 поена уз 9,3 скока и шут из игре од 55,9%.

### Азијско првенство
Јао је предводио репрезентацију Кине до три узастопне златне медаље на Азијском првенству у кошарци 2001, 2003. и 2005. године. На сва три турнира проглашен је за најкориснијег играча.

### Светско првенство 2006. године
Јаова повреда коју је доживео на крају сезоне 2005/06 захтевала је опоравак од шест месеци и претила је да угрози његово учешће на Светском првенству. Међутим, успео је да се опорави пред сам старт турнира, и у последњем колу групне фазе Јао је постигао 36 поена и имао 10 скока у победи над Словенијом којом су се Кинези пласирали међу 16 најбољих екипа. У првој рунди елиминационе фазе Кина је поражена од Грчке која је касније стигла до финала турнира. Јао је турнир завршио као најбољи стрелац турнира са 25,3 поена по утакмици и четврти по броју ухваћених лопти са 9 по утакмици.

### Олимпијске игре 2008. године
Након што је оперисан како би залечио фрактуру стопала, Јао је изјавио да можда неће моћи да учествује на Олимпијским играма у Пекингу. „Ако се то догоди биће то највећи пораз у мојој каријери“, изјавио је Јао. Дана 17. јула 2008. године Јао се вратио у национални тим. Дана 6. августа Јао је донео Олимпијски пламен до трга Тијанамен.. Такође је носио заставу Кине на церемонији отварања олимпијских игара. Јао је постигао прве поене на отварању игара, погодио је шут за три поена у мечу са Америком која је касније освојила златну медаљу.
„Био сам веома срећан када сам погодио тај шут“, изјавио је Јао након пораза од Американаца резултатом 101-70. „То је био први поен који смо постигли на Олимпијским играма код куће и увек ћу га памтити. Овим смо показали да можемо храбро да се супротставимо овако јакој екипи."
После пораза након продужетака од Шпаније, Јао је постигао 30 поена у победи над Анголом и 25 поена у победи од 3 поена разлике над Немачком којом су обезбедили пласман у четвртфинале. Међутим у четвртфиналу Кину је елиминисала Литванија која их је победила са 26 поена разлике. Јао је био други стрелац Олимпијског турнира са просеком од 19 поена по утакмици, а уз то је бележио и 8,2 скока и 1,5 блокаду по утакмици.

## Статистика

### Статистика ЦБА лиге
| Сезона   | Екипа  | ОУ  | СК   | А   | 2П    | СБ    | П    |
| -------- | ------ | --- | ---- | --- | ----- | ----- | ---- |
| 1997/98  | Шангај | 21  | 8,3  | 1,3 | 61,5% | 48,5% | 10   |
| 1998/99  | Шангај | 12  | 12,9 | 1,7 | 58,5% | 69,9% | 20,9 |
| 1999/00  | Шангај | 33  | 14,5 | 1,7 | 58,5% | 68,3% | 21,2 |
| 2000/01  | Шангај | 22  | 19,4 | 2,2 | 67,9% | 79,9% | 27,1 |
| 2001/02  | Шангај | 24  | 19   | 1,9 | 72,1% | 75,9% | 32,4 |
| Каријера |        | 122 | 15,4 | 1,8 | 65,1% | 72,3% | 23,4 |

ОУ = одигране утакмице, СК = скокови, А = асистенције, 2П = шут за 2 поена, СБ = слободна бацања, П = поени

### NBA статистика

#### Регуларна сезона
| Сезона   | Екипа   | ОУ  | СТ  | МИН  | 2П    | 3П   | СБ    | СК   | А   | УЛ  | Б   | П    |
| -------- | ------- | --- | --- | ---- | ----- | ---- | ----- | ---- | --- | --- | --- | ---- |
| 2002/03  | Хјустон | 82  | 72  | 29   | 49,8% | 50%  | 81,1% | 8,2  | 1,7 | 0,4 | 1,8 | 13,5 |
| 2003/04  | Хјустон | 82  | 82  | 32,8 | 52,2% | 0%   | 80,9% | 9    | 1,5 | 0,3 | 1,9 | 17,5 |
| 2004/05  | Хјустон | 80  | 80  | 30,6 | 55,2% | 0%   | 78,3% | 8,4  | 0,8 | 0,4 | 2   | 18,3 |
| 2005/06  | Хјустон | 57  | 57  | 34,2 | 51,9% | 0%   | 85,3% | 10,2 | 1,5 | 0,5 | 1,6 | 22,3 |
| 2006/07  | Хјустон | 48  | 48  | 33,8 | 51,6% | 0%   | 86,2% | 9,4  | 2   | 0,3 | 2   | 25   |
| 2007/08  | Хјустон | 55  | 55  | 37,2 | 50,7% | 0%   | 85%   | 10.8 | 2,3 | 0,4 | 2   | 22   |
| 2008/09  | Хјустон | 77  | 77  | 33,6 | 54,8% | 100% | 86,6% | 9,9  | 1,8 | 0,4 | 2   | 19,7 |
| 2010/11  | Хјустон | 5   | 5   | 18,2 | 48,6% | 0%   | 93,8% | 5,4  | 0,8 | 0   | 1,6 | 10,2 |
| Каријера |         | 486 | 476 | 32,5 | 52,4% | 20%  | 83,3% | 9,2  | 1,6 | 0,4 | 1,9 | 19   |
| Олстар   |         | 5   | 5   | 18,2 | 52,9% | 0%   | 66,7% | 4,2  | 1,6 | 0,2 | 0,2 | 8    |

#### Плеј-оф
| Сезона   | Екипа   | ОУ | СТ | МИН  | 2П    | 3П | СБ    | СК   | А   | УЛ  | Б   | П    |
| -------- | ------- | -- | -- | ---- | ----- | -- | ----- | ---- | --- | --- | --- | ---- |
| 2003/04  | Хјустон | 5  | 5  | 37   | 45,6% | 0% | 76,5% | 7,4  | 1,8 | 0,4 | 1,4 | 15   |
| 2004/05  | Хјустон | 7  | 7  | 31,4 | 65,5  | 0% | 72,7% | 7,7  | 0,7 | 0,3 | 2,7 | 21,4 |
| 2006/07  | Хјустон | 7  | 7  | 37,1 | 44%   | 0% | 88%   | 10,3 | 0,9 | 0,1 | 0,7 | 25,1 |
| 2008/09  | Хјустон | 9  | 9  | 35,9 | 54,5% | 0  | 90,2% | 10,9 | 1   | 0,4 | 1,1 | 17,1 |
| Каријера |         | 28 | 28 | 35,3 | 51,9% | 0% | 83,3% | 9,3  | 1   | 0,3 | 1,5 | 19,8 |

ОУ = одигране утакмице, СТ = стартер, МИН = минути, 2П = шут за 2 поена, 3П = шут за 3 поена, СБ = слободна бацања, СК = скокови, А = асистенције, УЛ = украдене лопте, Б = блокаде, П = поени
Болдовани бројеви означавају најбољи учинак у каријери

## Успеси

### Клупски
- Шангај шаркси:
  - ЦБА лига (1): 2001/02.

### Појединачни
- НБА Ол-стар утакмица (8): 2003, 2004, 2005, 2006, 2007, 2008, 2009, 2011.
- Идеални тим НБА — друга постава (2): 2006/07, 2008/09.
- Идеални тим НБА — трећа постава (3): 2003/04, 2005/06, 2007/08.
- Идеални тим новајлија НБА — прва постава: 2002/03.
- Идеални тим Светског првенства (1): 2002.
- Најкориснији играч Азијског првенства (3): 2001, 2003, 2005.
- Најбољи новајлија НБА лиге у избору Sporting News 2003. године
- Добитник награде Laureus Newcomer of the Year за најбољег новајлију НБА лиге 2003. године

### Репрезентативни
- Азијско првенство:  2001, 2003, 2005.
- Азијске игре:  2002.

## Живот ван кошаркашког терена

### Приватни живот
Јао је ожењен кинеском професионалном кошаркашицом Је Ли коју је упознао када је имао 17 година. На почетку Ји није хтела да се забавља са Јаом, али су ступили у везу када јој је он поклонио значке свих тимова које је скупио на Олимпијским играма у Сиднеју. Она је једина девојка коју је Јао икада имао. Њихова веза је постала јавна када су се појавили заједно на церемонији затварања Олимпијских игара у Атини 2004. године. Дана 6. августа 2007. године, Јао је оженио Ји. Церемонији венчања присуствовали су блиски пријатељи и породица, а новинарима није дозвољено да присуствују венчању.
Године 2004, Јао је у сарадњи са спортским новинаром ESPN-a Риком Бачером написао аутобиографију под насловом „Јао: Живот у два света“. Исте године снимљен је и документарни филм „Јаова година“ који је инспирисан Јаовој првој години у NBA лиги. Наратор филма је његов пријатељ и преводилац Колин Пајн који је био уз Јаоа током прве сезоне и остао уз њега још три сезоне. Године 2005. бивши писац Newsweek-а Брук Лармер објавио је књигу под називом „Операција Јао Минг“ у којој говори да су Јаови родитељи убеђени да се венчају како би родили и одгајили доминантног спортисту и да је Јао током детињства био подвргнут специјалним третманима који су му помогли да постане врхунски кошаркаш. Године 2009. Јао је позајмио глас једном лику у кинеском анимираном филму The Magic Aster који је изашао 19. јуна 2009. године.
Дана 21. маја 2010. године Јао је постао отац. Добио је ћерку Јао Ћинлеј чије је име на енглеском језику Ејми и која је рођена у Хјустону.
Јао је уписао факултет за економију и менаџмент на универзитету у Шангају 2011. године. Он похађа специјални курс, који му омогућава да има наставу насамо са професором, како својом појавом не би стварао пометњу на универзитету.

### Јавни живот
Јао је један од најпопуларнијих и најцењенијих кинеских спортиста, заједно са Љу Сјангом. Према Форбсовој листи Јао је био најпопуларнија и најплаћенија позната личност у Кини шест година за редом. Наиме он је само у 2008. години зарадио 51 милион долара. Већина његовог прихода долази од спонзорских уговора, са великим компанијама чије производе рекламира. До краја своје прве NBA сезоне имао је уговор са Најкијем. Међутим, када је Најки одбио да продужи уговор са њим потписао је уговор са Рибоком. Јао је такође имао и уговор са Пепсијем, а 2003. године тужио је и добио спор против Кока-Коле због коришћења његовог лика на својој амбалажи у циљу промоције националног тима. Међутим 2008. године, пред почетак Олимпијаде потписао је уговор са Кока-Колом. Његови остали уговори укључују партнерство са Визом, Еплом, Гармином и Мекдоналдсом.
Јао је током своје NBA каријере узео учешће у много добротворних догађаја, између осталог и у програму NBA’s Basketball Without Borders. По завршетку NBA сезоне 2003. године, Јао је био водитељ телетона у којем је сакупио 300 хиљада америчких долара за превенцију ширења САРС-а. У септембру 2007. године одржао је аукцију на којој је сакупио 965 хиљада долара и одиграо хуманитарну утакмицу како би сакупио новац за сиромашну децу у Кини. Овом догађају прикључиле су се и NBA звезде Стив Неш, Кармело Ентони, Берон Дејвис и филмска звезда Џеки Чен. Након земљотреса у Сечуану 2008. године Јао је донирао 2 милиона долара за изградњу школа које су уништене или оштећене у земљотресу.
Дана 16. јула 2009. године Јао је купио клуб у коме је поникао, Шангај шарксе који је био пред гашењем због финансијских проблема.
У августу 2012. године Јао је отпочео снимање документарног филма о Северним белим носорозима.